# Nicolasa Quintremán
Nicolasa Quintremán Calpán (Alto Biobío, 4 de diciembre de 1939 - 24 de diciembre de 2013) fue una activista pehuenche de la comunidad de Ralco Lepoy en la comuna de Alto Biobío, conocida a nivel nacional e internacional por su férrea oposición a la construcción de la central hidroeléctrica Ralco de Endesa junto a su hermana Berta. Como parte de la organización Mapu Domuche Newén (Mujeres con la fuerza de la tierra) sus acciones marcaron «el inicio de las luchas sociales frente al impacto ambiental y social que pueden generar las grandes iniciativas de este tipo en el país».

## Activismo
Perteneció a la comunidad pehuenche de Ralco Lepoy, instancia desde donde fue una de las artífices de diversas manifestaciones en Santiago de Chile y Concepción en contra de la central, y participó en varios foros internacionales donde explicó las implicancias de dicho proyecto para los pehuenche del Alto Biobío, como el organizado en la Comisión de Derechos Humanos del Parlamento Europeo. Además, entablaron una demanda en contra de la compañía y de la Comisión Nacional del Medio Ambiente.

## Premios
En el año 2000, recibió el premio Petra Kelly en Alemania junto a su hermana «en honor a su resistencia no violenta, su coraje y el compromiso de estas dos mujeres que fueron emblema de la lucha contra las mega represas».

## Muerte
El 24 de diciembre del 2013, el cuerpo de Nicolasa fue encontrado flotando en las turbias aguas del embalse artificial de la represa Ralco, el mismo por el cual alcanzó notoriedad pública al oponerse tenazmente a su construcción. Si bien el Servicio Médico Legal señaló que la activista murió ahogada producto de una caída accidental, para muchos la tesis del accidente deja un gran espacio a dudas.